# Vischpoort (Elburg)

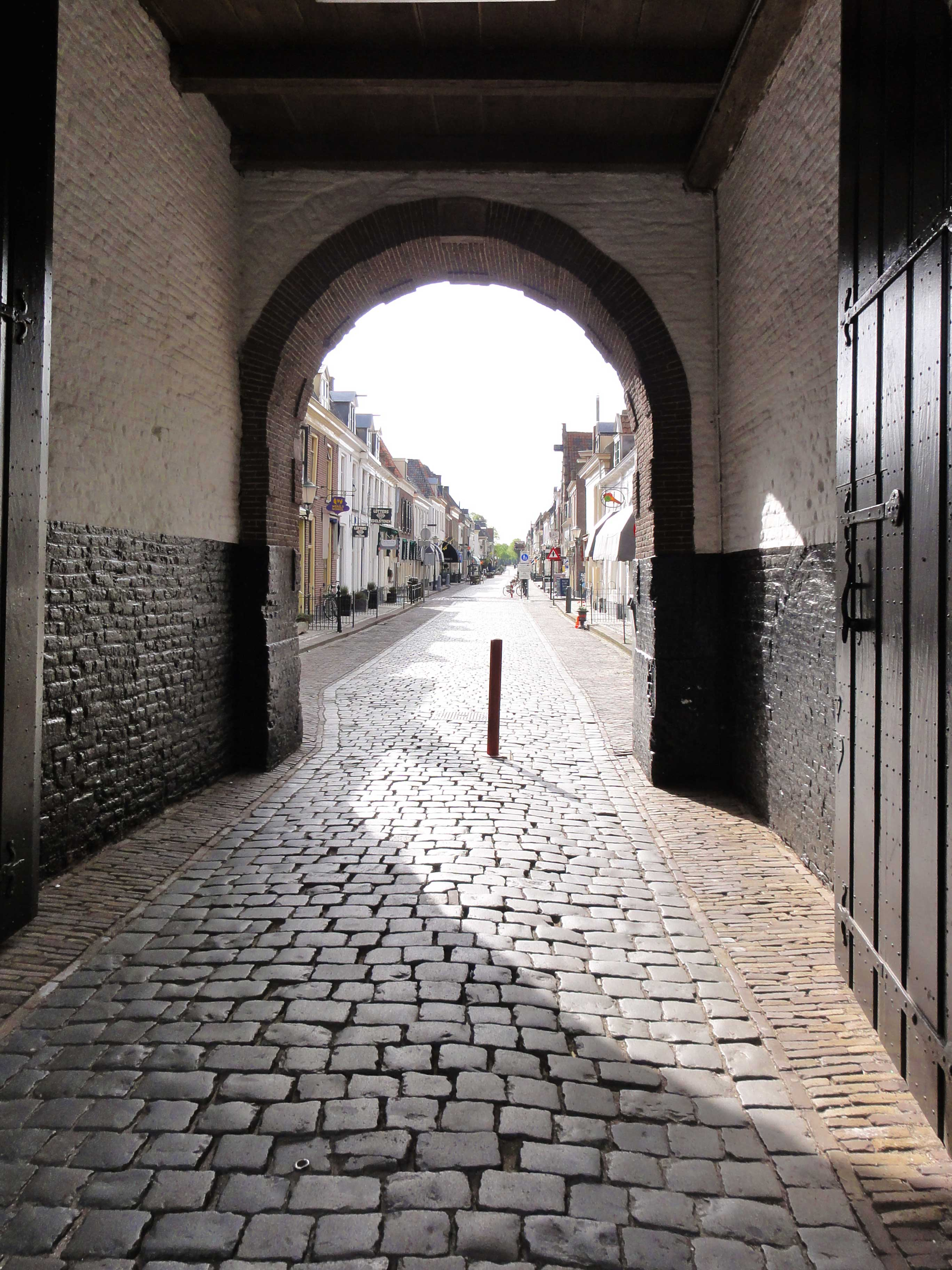
Vischpoort sinds 1992 weer voorzien van deuren

De Vischpoort werd gebouwd in de eerste helft van de 15e eeuw. Het is een stadspoort van het type poorttoren. De poort ligt nabij de haven van de Gelderse stad Elburg.

## Beschrijving
Omstreeks 1233 kreeg Elburg stadrechten en daarbij ook de mogelijkheid verdedigingswerken te bouwen. De stad werd ommuurd en er kwamen vier muurtorens.
Oorspronkelijk was de Vischpoort een dichte verdedigingstoren van de stad. In 1592, toen de vestingwerken werden uitgebreid, werd er een doorgang in de poort aangebracht. In de 19e eeuw was er sprake van de sloop van diverse delen van de vesting Elburg, maar de Vischpoort bleef gehandhaafd. Wel werden de deuren uit de poort verwijderd.
In 1992 vond er een hersteloperatie plaats waarbij de poort weer voorzien werd van deuren. Boven de doorgang bevindt zich het wachtlokaal. Aan de stadszijde heeft de poort enkele vensters, aan de zeezijde is de poort vensterloos. Aan de bovenzijde van de poort is een uurwerk aangebracht. Op de vier hoekpunten van de poort zijn vier zogenaamde Arkeltorentjes aangebracht. De poort wordt bekroond met een achtkantige, ingesnoerde naaldspits. Deze torenspits is gedekt met leien. Aan de buitenzijde, de zeezijde, is de toren voorzien van een kustlicht. Aan de binnenzijde zit een luidklok, deze werd in 1683 aangebracht en gaf het signaal dat de beurtschipper ging vertrekken. Ter weerszijden van de toren loopt de stadsmuur van de vesting Elburg.
Van de poorten die vroeger aan de stadsmuren waren gebouwd, is de Vischpoort de enige in Elburg die nog is overgebleven.